# 徳島県道269号三縄停車場黒沢線
徳島県道269号三縄停車場黒沢線（とくしまけんどう269ごう みなわていしゃじょうくろぞうせん）は、徳島県三好市を通る一般県道である。

## 概要
三好市池田町中西から三好市池田町漆川に至る。大部分が1車線であるが、わずかに2車線の部分がある。県道名の通り、この道を経由して黒沢湿原方面へ抜けることは可能であるが、県道としての指定自体はかつての「漆川三縄停車場線」時代のまま、漆川地区中心地までとなっている。この県道の一部は、陸上自衛隊第13師団の施設科部隊が施工した。

### 路線データ
- 起点：三好市池田町中西（JR四国土讃線 三縄駅前、徳島県道268号野呂内三縄停車場線終点）
- 終点：三好市池田町漆川（徳島県道140号大利辻線交点）
- 総延長：7,890 m[2]
- 実延長：7,824 m[2]
- 重用区間：66 m[2]

## 路線状況

### 重複区間
- 徳島県道268号野呂内三縄停車場線（三好市池田町中西）

## 地理

### 通過する自治体
- 徳島県
  - 三好市

### 交差する道路
| 交差する道路                                 | 交差する場所 | 交差する場所 |
| -------------------------------------------- | ------------ | ------------ |
| 徳島県道268号野呂内三縄停車場線 重複区間起点 | 池田町中西   | 起点         |
| 徳島県道268号野呂内三縄停車場線 重複区間終点 | 池田町中西   | 起点         |
| 徳島県道140号大利辻線                        | 池田町漆川   | 終点         |

### 交差する鉄道
- 土讃線

### 沿線
- JR四国土讃線 三縄駅
- 三縄郵便局
- 吉野川
- 三好市立三縄小学校
- 黒沢湿原
- 五ノ丸山